# Polypterus
Polypterus es un género de pez de agua dulce de la  familia de los bichires (Polypteridae) del orden Polypteriformes. La especie tipo es el bichir del Nilo (P. bichir). Los peces de este género viven en diferentes áreas de África.  Polypterus es el único vertebrado que se conoce que tiene pulmones, pero no tiene tráquea.

## Etimología
La etimología del nombre del género deriva de una combinación del prefijo griego πολυ-, poly- "muchos" y la palabra griega πτερóν, pterón "ala" o "aleta", por lo tanto, significa "muchas aletas".

## Aspiración de Retroceso
En aguas poco profundas, Polypterus inhala principalmente a través de su espiráculo (espiráculo). La exhalación está impulsada por los músculos del torso. Durante la exhalación, las escamas óseas en la parte superior del pecho se sangran. Cuando los músculos se relajan, las escamas óseas vuelven a su posición, generando una presión negativa dentro del torso, lo que resulta en una rápida entrada de aire a través del espiráculo. El aire es casi suficiente para llenar los pulmones. A esto le sigue un ciclo de bombeo bucal (boca), que "llena" los pulmones, con el aire sobrante del proceso de bombeo bucal descargado a través de la faringe . Según una hipótesis, los tetrápodos del Devónico pueden haber inhalado de esta manera.

## Descubrimiento
Polypterus fue descubierto, descrito y nombrado en 1802 por Étienne Geoffroy Saint-Hilaire. Es un género de 10 especies de color verde o amarillo marronáceo. Los naturalistas no estaban seguros si considerarlo como un pez o un anfibio. Si  fuera un pez, ¿de qué tipo sería: óseo, cartilaginoso o pulmonado?
Algunos consideraban a Polypterus como un fósil viviente, parte del eslabón perdido entre peces y anfibios, lo que ayuda a mostrar cómo las aletas de los peces han evolucionado para convertirse en miembros emparejados.
En 1861, Thomas Huxley creó la orden Crossopterygii para albergar animales, fósiles y vivos, que poseían pulmones y aletas pectorales carnosas con lóbulos. Colocó a Polypterus y Calamoichthys dentro de este orden, asignándolos a una nueva tribu, Polypterini, que creó especialmente para ellos. El peso de la autoridad de Huxley permitió que esta asignación perdurara en los libros de texto y conferencias mucho después de haber sido refutada.
En las décadas de 1870 y 1880, Francis Balfour y sus estudiantes habían demostrado que la embriología podía ayudar a responder preguntas sobre la evolución de las especies. Nadie había estudiado la embriología de Polypterus. Quien pudiera hacer esto podría probar la teoría del “eslabón perdido”, pero podría ser una búsqueda peligrosa. Los únicos especímenes reproductores de Polypterus se encontraban en zonas pantanosas de los ríos africanos. África era un lugar turbulento y los pantanos eran un rico caldo de cultivo para los mosquitos portadores de malaria.
Nathan Harrington y John Samuel Budgett, intentaron responder a esta pregunta realizando repetidas expediciones a África. Harrington falló en su primer intento en 1898 y murió temprano en el segundo en 1899 antes de que pudiera llegar a su destino. Budgett fracasó en 1898-1899, 1900 y 1902. Finalmente lo logró en 1903, pero murió de fiebre de aguas negras poco después de su regreso a Inglaterra. Dejó excelentes muestras y dibujos, pero su único escrito fue un diario. En consecuencia, sus resultados sobre Polypterus fueron escritos y publicados por su amigo John Graham Kerr.
Basándose en este trabajo, en 1907, E.S. Goodrich informó a la Asociación Británica sobre el estado actual de la evidencia "en contra" de que Polypterus fuera un crosopterigio, colocándolo dentro de los paleoniscidos, los actinopterigios más primitivos.
Mucho más tarde, en 1946, Romer confirmó este punto de vista, pero también escribió: "El peso de la opinión de Huxley [1861] es pesado, e incluso hoy en día muchos textos continúan citando a Polypterus como un crosopterigio y así se describe en muchas aulas, aunque los estudiantes de la evolución de los peces se han dado cuenta de la falsedad de esta posición durante muchos años. Polypterus no es un crosopterigio, sino un actinopterigio, y por lo tanto no puede decirnos nada sobre la anatomía y embriología del crosopterigio".
Hall (2001), basándose en Patterson (1982) y Noack et al. (1996), escribe: "Los análisis filogenéticos que utilizan datos morfológicos y moleculares afirman a Polypterus como parte del grupo troncal de losactinopterigios". La investigación sigue en curso. La mayoría de las conclusiones extraídas por Kerr de los especímenes de Budgett se han confirmado, pero quedan muchas preguntas.
Polypterus rara vez se ha criado en cautiverio. El primer éxito fue el de Polypterus senegalus de Arnoult en 1964, una especie que ha desovado repetidamente desde entonces (ver Hartl, 1981; Bartsch y Gemballa, 1992; Bartsch et al., 1997 y Schugardt, 1997).
Poco después del éxito de Arnoult, una segunda especie, Polypterus ornatipinnis, fue engendrada por Armbrust por primera vez (1966 y 1973) y posteriormente criada por Azuma en 1986; Wolf, 1992; Bartsch y Britz, 1996. La tercera especie que se reprodujo con éxito en cautiverio fue Polypterus endlicheri por Azuma en 1995.
El Zoológico de Basilea ha tenido éxito en la cría de Polypterus en cautiverio. En diciembre de 2005, se pusieron varios huevos y, a principios de 2006, eclosionaron seis crías. En dos meses, llegaron a 10 cm.
En 2014, investigadores de la Universidad McGill (publicado en la revista Nature) recurrieron a Polypterus para ayudar a mostrar lo que podría haber sucedido cuando los peces intentaron por primera vez salir del agua. El equipo de investigadores crio a Polypterus juveniles en tierra durante casi un año, con el objetivo de revelar cómo estos peces "terrestres" se veían y se movían de manera diferente.

## Especies
- Polypterus ansorgii Boulenger, 1910
- Polypterus bichir Lacépède, 1803
  - P. b. bichir Lacépède, 1803
  - P. b. katangae Encuesta, 1941
  - P. b. lapradei Steindachner, 1869
- Polypterus congicus Boulenger, 1898
- Polypterus delhezi Boulenger, 1899
- Polypterus endlicheri Heckel, 1847
  - P. e. endlicheri Heckel, 1847
- Polypterus mokelembembe Schliewen & Schäfer, 2006
- Polypterus ornatipinnis Boulenger, 1902
- Polypterus palmas Ayres, 1850
  - P. p. buettikoferi Steindachner, 1891
  - P. p. palmas Ayres, 1850
- Polypterus polli J. P. Gosse, 1988
- Polypterus retropinnis Vaillant, 1899
- Polypterus senegalus Cuvier, 1829
  - P. s. meridionalis Encuesta, 1941
  - P. s. senegalus Cuvier, 1829
- Polypterus teugelsi Britz, 2004
- Polypterus weeksii Boulenger, 1898